# 提洛人叛亂
1809年的提洛人叛亂（德語：Tiroler Volksaufstand）是安德烈斯·霍費爾在提洛伯國所發起的一場農民起事，目的是為了反抗佔領他們家園的法軍與巴伐利亞軍，隸屬第五次反法同盟對抗拿破崙的戰爭之一。

## 延伸閱讀
- Eyck, F. Gunther. . University Press of America. 1986.